# Eerste vrouwenbasketbaldivisie van de Servische Republiek
De Eerste vrouwenbasketbaldivisie van de Servische Republiek (Servisch: Прва женска лига Републике Српске), om sponsorredenen bekend als de Meridianbet Prva ženska liga RS, is een professionele damesbasketbalcompetitie die wordt gehouden in de Servische Republiek, een entiteit van Bosnië en Herzegovina.
Vóór de oprichting van het kampioenschap van de Servische Republiek in het seizoen 1992/93, namen teams uit deze regio deel aan het Joegoslavische competitiesysteem. De eerste kampioen van de competitie was ŽKK Mladi Krajišnik uit Banja Luka, die negen opeenvolgende titels won. In de jaren 1990 nam de club ook deel aan het kampioenschap van de Federale Republiek Joegoslavië en behaalde een tweede plaats in het seizoen 1997–98.
Het kampioenschap wordt georganiseerd door de Basketbalbond van de Servische Republiek, en vijf clubs nemen deel aan het seizoen 2024/25.
De Eerste vrouwenbasketbaldivisie van de Servische Republiek is een competitie op een lager niveau dan het Kampioenschap Basketbal voor Vrouwen van Bosnië en Herzegovina, waaraan teams uit de Servische Republiek deelnemen naast clubs uit andere regio's van het land, in totaal twaalf teams. Daarnaast nemen enkele teams uit de Servische Republiek 
ook deel aan de WABA League, een internationale vrouwencompetitie voor clubs uit de Balkan.

## Competitiesysteem
Het kampioenschap bestaat uit twee fasen:
Eerste fase
Dit is de reguliere competitie van het toernooi, die wordt gespeeld volgens een dubbel round-robin-systeem (elke ploeg speelt één thuis- en één uitwedstrijd tegen elke tegenstander).
Tweede fase (Play-offs)
Deze fase bestaat uit een eindronde tussen de vier hoogst geplaatste teams uit de reguliere competitie. De winnaar van de play-offs wordt kampioen van de Servische Republiek en plaatst zich voor het Kampioenschap van Bosnië en Herzegovina.

## Teams seizoen 2024-25[7]
| Team                  | Stad           |
| --------------------- | -------------- |
| KK Budućnost BN       | Bijeljina      |
| OKK Igman             | Istočna Ilidža |
| KK Kostajnica         | Kostajnica     |
| KK Lider              | Gradiška       |
| ŽKK Sloboda Novi Grad | Novi Grad      |

## Kampioenen
| Seizoen | Kampioenen               |
| 1992-93 | ŽKK Mladi Krajišnik      |
| 1993-94 | ŽKK Mladi Krajišnik      |
| 1994-95 | ŽKK Mladi Krajišnik      |
| 1995-96 | ŽKK Mladi Krajišnik      |
| 1996-97 | ŽKK Mladi Krajišnik      |
| 1997-98 | ŽKK Mladi Krajišnik      |
| 1998-99 | ŽKK Mladi Krajišnik      |
| 1999-00 | ŽKK Mladi Krajišnik      |
| 2000-01 | ŽKK Mladi Krajišnik      |
| 2001-02 |                          |
| 2002-03 |                          |
| 2003-04 |                          |
| 2004-05 |                          |
| 2005-06 |                          |
| 2006-07 |                          |
| 2007-08 |                          |
| 2008-09 | ŽKK Igman Istočna Ilidža |
| 2009-10 |                          |
| 2010-11 |                          |
| 2011-12 |                          |
| 2012-13 |                          |
| 2013-14 |                          |
| 2014-15 | ŽKK Igokea               |
| 2015-16 | ŽKK Kozara               |
| 2016-17 | ŽKK Kozaea               |
| 2017-18 | ŽKK Trebinje 03          |
| 2018-19 | ŽKK Orlovi 2             |
| 2019-20 | ŽKK Feniks               |
| 2020-21 | ŽKK Lavovi               |
| 2021-22 | ŽKK Kozara               |
| 2022-23 | ŽKK Igman Istočna Ilidža |
| 2023-24 | ŽKK Feniks               |
| 2024-25 | ŽKK Igman Istočna Ilidža |